# (3573) Holmberg
(3573) Holmberg es un asteroide perteneciente al cinturón de asteroides, descubierto el 16 de agosto de 1982 por Claes-Ingvar Lagerkvist desde el Observatorio de La Silla, Chile.

## Designación y nombre
Designado provisionalmente como 1982 QO1. Fue nombrado Holmberg en honor al astrónomo sueco  Erik Holmberg.